# Куба на Светском првенству у атлетици на отвореном 2017.
Куба је на Светском првенству у атлетици на отвореном 2017. одржаном у Лондону од 4. до 13. августа, учествовала шеснаести пут, односно учествовала је на свим првенствима до данас. Репрезентацију Кубе је представљало 27 такмичара (17 мушкараца и 10 жена) који су се такмичили у 17 (8 мушких и 9 женских) дисциплина.,
На овом првенству Куба је по броју освојених медаља делила 37. месту са једном медаљом (бронзана). Оборен је један национални рекорд и остварен по један најбољи национални и лични резултат сезоне. У табели успешности (према броју и пласману такмичара који су учествовали у финалним такмичењима (првих 8 такмичара) Куба је са пет учесника у финалу делила 13 место са 35 бодова.
| Плас. | Земља | 1. место | 2. место | 3. место | 4. место | 5. место | 6. место | 7. место | 8. место | Бр. финал. | Бод. |
| ----- | ----- | -------- | -------- | -------- | -------- | -------- | -------- | -------- | -------- | ---------- | ---- |
| =13.  | Куба  | 0        | 0        | 1        | 3        | 2        | 1        | 1        | 1        | 9          | 35   |

## Учесници
| Мушкарци: - Јоандис Лескај — 400 м, 4 х 400 м - Роџер Ирибарн — 110 м препоне - Јордан О'Фарил — 110 м препоне - Хосе Луис Гаспар — 400 м препоне, 4 х 100 м - Harlyn Pérez — 4 х 100 м - Roberto Skyers — 4 х 100 м - Yaniel Carrero — 4 х 100 м - Вилијам Колазо — 4 х 400 м - Адријан Чакон — 4 х 400 м - Леонардо Замора — 4 х 400 м - Osmaidel Pellicierј — 4 х 400 м - Мајкел Масо — Скок удаљ - Хуан Мигуел Ечеварија — Скок удаљ - Кристијан Наполес — Троскок - Анди Дијаз — Троскок - Лазаро Мартинез — Троскок - Леонел Суарез — Десетобој | Жене: - Роксана Гомез — 400 м - Росе Мари Алманза — 800 м - Даилин Белмонте — Маратон - Зуриан Ечавариа — 400 м препоне - Јарислеј Силва — Скок мотком - Liadagmis Povea — Троскок - Јаниувис Лопез — Бацање кугле - Денија Кабаљеро — Бацање диска - Јаиме Перез — Бацање диска - Јорхелис Родригез — Седмобој |  |

## Освајачи медаља (1)

### бронза (1)
- Јарислеј Силва — Скок мотком

## Резултати

### Мушкарци
| Атлетичар                                                                       | Дисциплина    | Лични рекорд | Квалификације   | Квалификације | Полуфинале             | Полуфинале             | Финале                | Финале               | Детаљи |
| Атлетичар                                                                       | Дисциплина    | Лични рекорд | Резултат        | Место         | Резултат               | Место                  | Резултат              | Место                | Детаљи |
| ------------------------------------------------------------------------------- | ------------- | ------------ | --------------- | ------------- | ---------------------- | ---------------------- | --------------------- | -------------------- | ------ |
| Јоандис Лескај                                                                  | 400 м         | 45,00        | 45,93           | 5. у гр. 2    | Није се квалификовао   | Није се квалификовао   | Није се квалификовао  | 31 / 49 (52)         |        |
| Роџер Ирибарн                                                                   | 110 м препоне | 13,39        | 13,48 кв        | 5. у гр. 4    | 13,43                  | 6. у гр. 3             | Није се квалификовао  | 15 / 39 (41)         |        |
| Јордан О'Фарил                                                                  | 110 м препоне | 13,19        | 13,56 (.552) кв | 7. у гр. 3    | Није није завршио трку | Није није завршио трку | Није се квалификовао  | Није се квалификовао |        |
| Хосе Луис Гаспар                                                                | 400 м препоне | 49,17        | 51,82           | 7. у гр. 1    | Није се квалификовао   | Није се квалификовао   | Није се квалификовао  | 33 / 36 (40)         |        |
| Harlyn Pérez Roberto Skyers Yaniel Carrero Хосе Луис Гаспар                     | 4 х 100 м     | 38,00 НР     | 39,01 НРС       | 6. у гр. 2    |                        |                        | Нису се квалификовали | 13 / 14 (16)         |        |
| Вилијам Колазо Адријан Чакон Osmaidel Pellicier Јоандис Лескај Леонардо Замора* | 4 х 400 м     | 2:59,13 НР   | 3:01,88 КВ, НРС | 3. у гр. 1    | 3:01,10 НРС            | 6 / 16                 |                       |                      |        |
| Мајкел Масо                                                                     | Скок удаљ     | 8,33         | 8,15 КВ         | 2. у гр. А    | 8,26                   | 5 / 31 (32)            |                       |                      |        |
| Хуан Мигуел Ечеварија                                                           | Скок удаљ     | 8,28         | 7,86            | 6. у гр. Б    | Није се квалификовао   | 23 / 31 (32)           |                       |                      |        |
| Кристијан Наполес                                                               | Троскок       | 17,27        | 17,06 КВ        | 1. у гр. Б    | 17,16                  | 4 / 30 (31)            |                       |                      |        |
| Анди Дијаз                                                                      | Троскок       | 17,40        | 16,96 кв        | 3. у гр. А    | 17,13                  | 7 / 30 (31)            |                       |                      |        |
| Лазаро Мартинез                                                                 | Троскок       | 17,24        | 16,66 кв        | 5. у гр. Б    | 16,25                  | 12 / 30 (31)           |                       |                      |        |

- Атлетичари у штафети означени једном звездицом учествовали су у квалификацијама.

#### Десетобој
| Дисциплина    | Леонел Суарез | Леонел Суарез | Леонел Суарез | Леонел Суарез | Леонел Суарез | Леонел Суарез |
| Дисциплина    | Лич. рек.     | Резултат      | Бод.          | Плас.         | Укупно        | Плас.         |
| ------------- | ------------- | ------------- | ------------- | ------------- | ------------- | ------------- |
| 100 м         | 10,90         | 15,93         | 94            | 34.           | 94            | 34.           |
| Скок удаљ     | 7,52          | НС            |               |               |               |               |
| Бацање кугле  | 15,20         |               |               |               |               |               |
| Скок увис     | 2,17          |               |               |               |               |               |
| 400 м         | 47,65         |               |               |               |               |               |
| 110 м препоне | 14,15         |               |               |               |               |               |
| Бацање диска  | 47,07         |               |               |               |               |               |
| Скок мотком   | 5,00          |               |               |               |               |               |
| Бацање копља  | 78,29         |               |               |               |               |               |
| 1.500 м       | 4:16,70       |               |               |               |               |               |
| Десетобој     | 8.654         |               |               |               | НЗ            |               |

### Жене
| Атлетичарка       | Дисциплина    | Лични рекорд | Квалификације | Квалификације | Полуфинале            | Полуфинале            | Финале                | Финале       | Детаљи |
| Атлетичарка       | Дисциплина    | Лични рекорд | Резултат      | Место         | Резултат              | Место                 | Резултат              | Место        | Детаљи |
| ----------------- | ------------- | ------------ | ------------- | ------------- | --------------------- | --------------------- | --------------------- | ------------ | ------ |
| Роксана Гомез     | 400 м         | 51,46        | 51,98 кв      | 6. у гр. 3    | 52,01                 | 5. у гр. 1            | Нису се квалификовале | 17 / 49      |        |
| Росе Мари Алманза | 800 м         | 1:57,70      | 2:01,43 КВ    | 2. у гр. 3    | 1:59,79               | 4. у гр. 1            | Нису се квалификовале | 8 / 45 (47)  |        |
| Даилин Белмонте   | Маратон       | 2:38:08      |               |               |                       |                       | 2:46:15 ЛРС           | 55 / 78 (92) |        |
| Зуриан Ечавариа   | 400 м препоне | 55,97        | 56,44         | 6. у гр. 1    | Није се квалификовала | Није се квалификовала | Није се квалификовала | 24 / 29      |        |
| Јарислеј Силва    | Скок мотком   | 4,91 НР      | 4,55 кв       | 3. у гр. Б    |                       |                       | 4,65                  |              |        |
| Liadagmis Povea   | троскок       | 14,56        | 13,55         | 11. у гр. А   | Није се квалификовала | 22 / 26               |                       |              |        |
| Јаниувис Лопез    | Бацање кугле  | 18,92        | 17,84 кв      | 4. у гр Б     | 18,03                 | 8 / 30 (31)           |                       |              |        |
| Денија Кабаљеро   | Бацање диска  | 70,65        | 63,79 КВ      | 2. у гр А     | 64,37                 | 5 / 29 (30)           |                       |              |        |
| Јаиме Перез       | Бацање диска  | 69,19        | 65,58 КВ      | 1. у гр. Б    | 64,82                 | 4 / 29 (30)           |                       |              |        |

#### Седмобој
| Дисциплина    | Јорхелис Родригез | Јорхелис Родригез | Јорхелис Родригез | Јорхелис Родригез | Јорхелис Родригез | Јорхелис Родригез |
| Дисциплина    | Лични рекорд      | Резултат          | Бод.              | Плас.             | Укупно            | Плас.             |
| ------------- | ----------------- | ----------------- | ----------------- | ----------------- | ----------------- | ----------------- |
| 100 м препоне | 13,52             | 13,60 ЛРС         | 1.036             | 12.               | 1.036             | 12.               |
| Скок увис     | 1,87              | 1,95 РП(с), ЛР    | 1.171             | 2.                | 2.207             | 2.                |
| Бацање кугле  | 14,64             | 13,45             | 757               | 16.               | 2.964             | 3.                |
| 200 м         | 24,06             | 24,42             | 941               | 11.               | 3.905             | 3.                |
| Скок удаљ     | 6,50              | 6,23              | 921               | 6.                | 4.826             | 4.                |
| Бацање копља  | 48,89             | 47,41             | 810               | 9.                | 5.636             | 4.                |
| 800 м         | 2:12,65           | 2:10,48 ЛР        | 958               | 5.                | 6.594             | 4.                |
| Седмобој      | 6.481             |                   |                   |                   | 6.594 НР, ЛР      | 4 / 27 (31)       |